# Eduardo Castex
Pour les articles homonymes, voir Castex.
Eduardo Castex est une ville du nord-est de la province de La Pampa, en Argentine, et le chef-lieu du département de Conhelo.

Trajet de la route nationale 35

## Accès
On y accède par la route nationale 35 et la provinciale 102. La ville est située au croisement de ces deux routes : la RN 35 allant du nord au sud, et la RP 102, d'est en ouest.

## Population
La localité comptait 9 347 habitants en 2001, c'est-à-dire une hausse de 16,6 % par rapport à 1991.